# Muottas Muragl
 (février 2024).
Si vous disposez d'ouvrages ou d'articles de référence ou si vous connaissez des sites web de qualité traitant du thème abordé ici, merci de compléter l'article en donnant les références utiles à sa vérifiabilité et en les liant à la section « Notes et références ».
Le Muottas Muragl est une montagne culminant à 2 568 mètres d'altitude dans la chaîne de Livigno dans les Alpes orientales centrales. Elle se trouve sur le territoire de la commune de Samedan dans le canton des Grisons en Suisse et offre une large vue sur la Haute-Engadine avec la région des lacs de l'Engadine (lac de Sils, lac de Silvaplana et lac de Saint-Moritz). Un sentier de randonnée conduit, avec un dénivelé d'environ 400 m, à la cabane Segantini sur le Schafberg, où le peintre Giovanni Segantini est mort en 1899. Un chemin plus facile à parcourir mène à l'Alp Languard en Haute-Engadine (Suisse), dans la commune de Samedan, et constitue le point de départ de nombreuses randonnées.

## Accessibilité
Le Muottas Muragl est accessible à pied ou en funiculaire depuis Punt Muragl (entre Samedan et Pontresina). Le funiculaire de Muottas Muragl (allemand : Muottas-Muragl-Bahn — MMB) a une longueur de parcours de 2 199 m et surmonte un dénivelé de 709 m. Il est le plus ancien chemin de fer de montagne en Engadine et a fêté son centenaire en 2007. Pour ce faire, la société anonyme du funiculaire Muottas-Muraigl a été fondée en 1904 près de Samaden sous la direction de l'ancienne Banque suisse des chemins de fer (Suiselectra, orthographe ultérieure : Société anonyme Drahtseilbahn Muottas-Muragl bei Samedan). Le premier coup de pioche a été donné en 1905 et l'exploitation a débuté en 1907. Au début, les visiteurs rejoignaient la station de départ à pied, en calèche ou en omnibus, car il n'y avait pas encore de liaison ferroviaire. En 1995, la société a été reprise par les Celeriner Bergbahnen.